# Leila Lopes

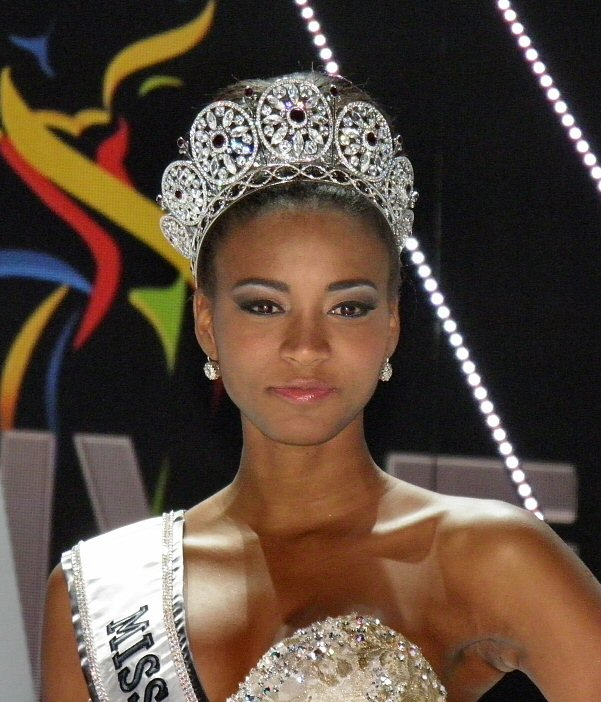
Leila Lopes

Leila Luliana da Costa Vieira Lopes (n. 26 februarie 1986, Benguela, Angola) a fost aleasă la un concurs de frumusețe în anul 2010 Miss Angola, iar în anul următor este aleasă  Miss Universe.

## Date biografice
Strămoșii ei provin din Republica Capului Verde, Leila are o înălțime de 1,79 m. Ea a câștigat la data de 18  decembrie 2010 în Luanda, față a 20 de concurente titlurile de  Miss Angola, și Miss Fotogen. La data de 12 septembrie 2011 este aleasă în  São Paulo, Brazilia Miss Universe. În Marea Britanie alegerea ei ca Miss Angola UK, este critizată deoarece ea n-ar fi trăit în Marea Britanie.